# Charlie Caper
Kalle Berseus, mer känd som Charlie Caper, född 25 mars 1979 i Malmö, är en svensk illusionist. Han deltog i Talang 2009 och röstades fram av tittarna som vinnare i finalen, där han vann 500 000 kronor. Månaden efter talang vann han även silver vid Magi-VM i Peking.
Charlie var under senare hälften av 2010 på Sverigeturné med showen The Magic of.... Under hösten 2011 medverkade han i SVT:s programserie Helt magiskt. 2018 fick han pris ur Truxas minnesfond.